# John Wallace (basket-ball)
Pour les articles homonymes, voir John Wallace.
John Wallace, né le 9 février 1974 à Rochester dans l'État de New York, est un joueur américain de basket-ball. Il évolue au poste d'ailier fort.

## Biographie
Il a été élu meilleur joueur universitaire lors de son année senior (4ème et dernière année).